# クワガタ属
クワガタ属（クワガタぞく、Dorcus）は、クワガタムシ科を分類する約100属のうちの1属である。オオクワガタ属、またはドルクスとも呼称される。 
クワガタムシ科ではネブトクワガタ属 Aegus やノコギリクワガタ属 Prosopocoilus に次いで、3番目に種類の多い属であり、アジアを中心にヨーロッパやアフリカ、北アメリカ・中央アメリカ、オーストラリア北東部やニューギニアなど世界の広範囲に分布し、約140種が知られている。日本では9種22亜種が生息している。 Dorcus（ドルクス）は「ガゼル（レイヨウ）の」という意味で、ギリシャ語の dorx の属格 dorkos をラテン語化したものである。 
かつては、ヒラタクワガタ類、コクワガタ類、アカアシクワガタ類などは別属で分類されていたが、同じクワガタ属の亜属として統合された。

## 特徴
本属の特徴としては、オスの体は幅広くて平たい種類が多く、頭部の前縁中央はごく一部の種を除いて湾入しない。眼縁突起は不完全で、前方のみが覆われ、大顎の中央付近に大きな内歯がある種が多いが、基部から内歯が出る種も少数ながらいる。雌雄ともに体色は褐色から黒色の種が多く、斑紋のある種は少ない。
扁平な体型は、樹洞に生息（洞占有性）する習性と深く関係している。野生状態では見つけにくく、飼育下でも止まり木の下に潜っていることが多い。
飛ぶことも稀で、概して臆病だが、背中を小突けば体を奮い起こして威嚇する闘争心も併せ持ち、大顎の力も強い部類に入るため注意が必要。
クワガタムシ科の中でも大型の種を含む。本属と同様に性的二形の著しいことで知られるノコギリクワガタ属と互いに近縁である。
愛好家からも特に人気があり、日本産のオオクワガタを始め、アンタエウスオオクワガタ、中国ホーペオオクワガタなど一時期もてはやされたものも本属の種である。
このため、今日の飼育用品はこれらの種の飼育を目的としたものが中心で、当該種は勿論のこと、他のクワガタ属であっても食性などの生態が似通っているため、飼育方法もほぼ確立しており容易であると言える。
種類数が多く、アジア・ヨーロッパ・北アフリカ・北アメリカと分布域も大きい。成虫の寿命が比較的長く、活動開始から1年以上生きるものも多く、日本など温帯地方に分布する種類では土や木の洞に潜り越冬する習性を持つものが多い。

## 分類
クワガタ属は、7亜属に分類されている。

### オオクワガタ亜属Dorcus
- アンタエウスオオクワガタ Dorcus antaeus - 東南アジア内陸部に生息し、インドシナ系とヒマラヤ系に大きく分けられる。標高2,000m以上に生息し、低温多湿を好む。ミナミオオクワガタとも呼ばれ、アンテと略称される。オオクワガタに次いで外産解禁時にブームを担った。産地ごとに差異が見られ、2010年、亜種分けされた。
  - D.a.antaeus　（原名亜種）

インド北東部・ネパール・ブータン・ミャンマー西部に産する個体群。3亜種の中で最も大きくなり、♂の体は他の亜種に比べて体はやや細長く、光沢が強い。 また、大あごの湾曲が弱く、大型個体では内歯はより前方に突出し、斜め前方を向く。市場では産地によって価格も変わる。内歯が先端に付くインド産は高額になり、ネパール産、ブータン産なども人気がある。一時期インド産は数十万円することも稀ではなかった。
  - D.a.miyashitai

ミャンマー東部・タイ北部・ラオス北部・ベトナム北部・中国雲南省南部に産する個体群。原名亜種に比べてオスの体と大あごは太短く、光沢はやや鈍い。 大型個体では大あごの内歯が側方に突出する。
  - D.a.datei

マレー半島・ベトナム南部に産する個体群。3亜種中最も小型で、オスの大あごは太短く湾曲が強い。また、大あごの先端部と内歯はより鋭く突出して、前胸背板の前方がより広い。原名亜種とは正反対の特徴を持つが、内歯の面積が広く人気があり、価格もタイやラオスの個体群よりも高価である。
- ホペイオオクワガタ Dorcus hopei
  - ホペイオオクワガタ（原名亜種） D.h.hopei

中国南部に生息する。特に福建省産が良く流通しており人気がある。アンタエウスオオクワガタの次に流行ったいわゆる「中国ホーペ」。
  - オオクワガタ D.h.binodulosus - 日本最大級のクワガタ。クワガタブームの先駆け的存在だが、もともと少ない上に乱獲によって野生個体数は減っており、絶滅危惧II類 (VU)（環境省レッドリスト）に指定されている。クルビデンスオオクワガタの亜種として位置づけられていたが、後のDNA解析の結果、2000年にホペイオオクワガタの亜種とされた。
- クルビデンスオオクワガタ Dorcus curvidens
  - D.c.curvidens （原名亜種）

ホペイオオクワガタと同種との意見も多いが、北脇和光は中国広西省で一本の木から本種とホペイオオクワガタを採集していることや、雌雄の形態も差異がみられるため、別種であると思われる。
  - D.c.babai

ベトナム中部～南部に生息する。大顎の付け根付近に位置する内歯が特徴的な亜種。2010年、世界のクワガタムシ大図鑑の著者藤田宏によって新亜種記載された。長い間記載されていなかったため、クルビデンスssp.など、当時の流通名が未だに残っている種。また、原名亜種と同所で得られていることが確認されているため、別種である。今後独立種に昇格する可能性が極めて高い。
- グランディスオオクワガタ Dorcus grandis

本亜属中の最大種。オオクワガタ亜属では最大の大きさを持つ。野外ギネスは92.0mm。 体の横幅があり、大アゴが太く、強く湾曲している。成虫は約2年以上とかなり長生きする。
- D.g.grandis （原名亜種）

ラオス、ベトナム北部、中国雲南省、海南島に生息する。前胸背板の前縁が斜めに切れ込んでいる。
- D.g.formosanus

台湾に生息する。内歯は大型個体ほど やや前方に位置する。前胸背の切れ込みがあるものと、ないものが存在する。
- D.g.moriyai

ミャンマー、インド北東部に生息する。特に大型で、光沢が強い。原名亜種のような前胸背の切れ込みはない。
- リツセマオオクワガタ Dorcus ritsemae

以前はパリーオオクワガタ (D. parryi)と呼ばれていたが、1998年にリツセマオオクワガタ (D. ritsemae)とされた。東南アジアの島々などの隔離された地域に分布しているため、大アゴなどに特有の形態が存在している。その為、以下の8亜種に分けられている。
- D.r.ritsemae （原名亜種）

ジャワ島東部～中部
- D.r.kazuhisai

ジャワ島西部
- D.r.volscens

スマトラ島・ボルネオ島・マレー半島・ニアス島
- D.r.setsuroi

フィリピンミンダナオ島
- D.r.curvus

フィリピンパラワン島
- D.r.astridae

スラウェシ島北部～中部・バンガイ諸島ペレン島
- D.r.ungaiae

スラウェシ島南部ロンポバタン山・バワカレン山・カバエナ島
- D.r.khaoyaiensis

タイ北部～南部・ラオス中部・カンボジア
- シェンクリンオオクワガタ Dorcus schenklingi

コクワガタを大きくしたような外見をしている。メスの上翅には縦のスジがなく、アンタエウスオオクワガタのメスに似ている。生息地域の台湾では保護の対象となっている。オオクワガタ亜属の中では比較的気性が荒い傾向がある。
- パラレリピペドゥスオオクワガタ（ヨーロッパオオクワガタ） Dorcus parallelipipedus

オオクワガタの仲間では小型種であるが、オオクワガタらしい特徴を備えている。
- カミジョウオオクワガタ Dorcus kamijoi

2009年7月に記載された新種。ベトナム南部に分布。Holotype標本は飼育個体。野外で発見されている個体はほとんどが♀で♂は小型の個体しか得られていない。
- タイリクツノボソオオクワガタ Dorcus yaksha

ベトナム北部・タイ北部・ミャンマー北部・インド北東部などに生息する。2010年に世界のクワガタムシ大図鑑の著者である藤田宏によってDorcus tonkinensisという学名で新種記載されたが、既に記載されていたため、学名表記はDorcus yakshaが正しいと思われる。(学名は一般的に記載年の一番古いものが使われるため。) yakshaとは古代インド神話に登場する鬼神夜叉のことである。

### ヒラタクワガタ亜属Serrognathus
- オオヒラタクワガタ Dorcus titanus

東南アジアから東アジアまでの広範囲に生息する。非常に多くの亜種に分かれており、日本のヒラタクワガタもこれに含まれる。しかし、普通オオヒラタクワガタといえば東南アジアのもの、或いはその中でも原名亜種のみのことを指す。いずれの亜種も日本産の亜種と生態が似ており、外国産クワガタムシの入門種として知られる。さらに、生体が丈夫であり簡単に採集することもできるため、大量に輸入されている。日本列島産の亜種とも容易に交雑してしまうため、輸入個体の在来個体群に対する遺伝子浸透の悪影響が懸念されている。産地・亜種・雌雄を問わず、非常に凶暴であることで知られる。
- 原名亜種 D.t.titanus

マレー半島と東南アジア島嶼部に生息する。スマトラ島産のものは大顎が太いため人気がある。
- パラワンオオヒラタクワガタ D.t.palawanicus

パラワン島に生息する。本亜属中最大で、かつ本属全体でも最大、クワガタムシ科全体から見ても最大クラスである。しばしば世界最強のクワガタと言われる。
- D.t.westermanni

東南アジア大陸部に生息する。
- D.t.platymelus

中国に生息する。
- D.t.castanicolor

朝鮮半島に生息する。ツシマヒラタクワガタと同じ亜種。
- タイワンオオヒラタクワガタ D.t.sika

台湾に生息する。
- ヒラタクワガタ Dorcus titanus ssp.

体が平たいクワガタムシの中でも特に平たく、狭い洞・木皮の裏や倒木の裏にも簡単に入り込んでしまう。Dorcus titanusの中でも日本に生息する以下の亜種のことを呼ぶことが多い。
- 原名亜種 D.t.pilifer

本州・四国・九州とその周辺に生息する。種名と区別するために「ホンドヒラタクワガタ」と呼ぶことがある。南方から日本列島に到達した系統のヒラタクワガタで、しばしばこれに含められがちな九州本島北部や中国地方西部の個体群は、近年の遺伝子解析でむしろ後述のツシマヒラタクワガタの系統に属すると考えられている。
- ハチジョウヒラタクワガタ D.t.hachijoensis

八丈島に生息する。地上性で、全体的にやや細長い。
- ゴトウヒラタクワガタ D.t.karasuyamai

五島列島に生息する。大アゴがやや細長い。
- アマミヒラタクワガタ D.t.elegans

奄美大島に生息する。第一内歯が中央にくるほか、大アゴ自体が太い。
- トクノシマヒラタクワガタ D.t.tokunoshimaensis

徳之島に生息する。内歯が中央に位置し、大型になるが、大アゴは体の割りに短い。
- タカラヒラタクワガタ D.t.takaraensis

宝島および小宝島に生息する。全体的にずんぐりとしている。
- オキノエラブヒラタクワガタ D.t.okinoerabuensis

沖永良部島に生息する。
- オキナワヒラタクワガタ D.t.okinawanus

沖縄本島とその周辺に生息する。
- ダイトウヒラタクワガタ D.t.daitoensis

大東諸島に生息する。第一内歯が根元付近にやや下向きにつく。あまり大型にならない。
- サキシマヒラタクワガタ D.t.sakishimanus

先島諸島に生息する。第一内歯がほぼ中央にくる。
- ツシマヒラタクワガタ D.t.castanicolor
- フクエヒラタクワガタ D.t.karasuyamai

福江島に生息する。ツシマヒラタクワガタと異なる亜種とすることは疑問視されている。
- イキヒラタクワガタ D.t.tatsutai

壱岐島に生息する。ツシマヒラタクワガタと異なる亜種とすることは疑問視されている。
- アルキデスヒラタクワガタ Dorcus alcides

スマトラ島に生息する。種間変異が著しいことで知られる。大顎の形状は、大別すると大きな内歯を持つ短歯型と内歯が目立たない長歯型の二型に分けられる。力はトップクラス。
- ダイオウヒラタクワガタ Dorcus bucephalus

ジャワ島に生息する。東と西で大顎の変異が見られ、それぞれ「イーストジャワ」、「ウエストジャワ」と呼ばれる。大顎が前後に押し縮められたような形状を呈し、全体的にずんぐりとした体形を有する。
- ユーリケファスヒラタクワガタ Drcus eurycephalus

ジャワ島に生息する。短歯型は内歯が根元付近に2本、先端に1本つき、長歯型ではまた違った構造になる。
- ヒペリオンヒラタクワガタ Dorcus hyperion

唯一の内歯が基部付近に見られ、2つに割れている。ヒラタクワガタ属が統合されたことを受けて、「ヒペリオンオオクワガタ」と呼ぶことも一般的になっている。
- 原名亜種 D.h.hyperion

ミャンマー北部に生息する。
- D.h.idei

チン州に生息する。
- トラキクスヒラタクワガタ Dorcus thoracicus

カリマンタン島に生息する。大顎が独特の形をしている。小型の内歯が2本根元寄りにつく。
- スジブトヒラタクワガタ Dorcus metacostatus
- チョウセンヒラタクワガタ Dorcus consentaneus

### コクワガタ亜属Macrodorcus
- コクワガタ Dorcus rectus - 本亜属中の最大種。いくつかの亜種がいる。
  - 原名亜種 D.r.rectus

東アジアに広く生息し、日本では北海道から九州の各島までの各地に生息する。体色は黒で、艶がない。
  - ハチジョウコクワガタ D.r.miekoae

八丈島に生息する。オス・メス共に赤みを帯びる。
  - トカラコクワガタ D.r.tbayashii

トカラ列島に生息する。やや赤みを帯び、艶がある。
  - ヤクシマコクワガタ D.r.yakushimaensis

大隅諸島・甑島列島に生息する。
  - ミシマコクワガタ D.r.mishimaensis

大隅諸島・男女群島に生息する。全体的にほっそりとしている。
- エレガントゥルスコクワガタ Dorcus elegantulus
赤みがあり、先端部分の内歯は2つに分かれている。
  - 原名亜種 D.e.elegantulus
  - D.e.axis

スマトラ島・カリマンタン島に生息する。
  - D.e.akaishii

パラワン島に生息する。
  - D.e.rufus

マレー半島に生息する。
  - プセウダキスコクワガタ D.pseudaxis

ベトナム北部、タイ北部、ミャンマー東部に分布
  - セグーコクワガタ D.seguyi

ベトナム北部に分布
  - ビシグナートゥスコクワガタ D.bisignatus

インド北東部、タイ北部、中国南部、ベトナム北部に生息する。前翅の先端部に黄色い斑紋が出る。
  - メリアヌスコクワガタ D.mellianus

ベトナム北部、中国広東省に分布
  - グラウトコクワガタ D.groulti

インド北東部、タイ北西部に生息。20mmくらいの小型で大顎が歪曲するのが特徴。
  - 原名亜種 D.g.groulti
  - D.g.sagaingensis

ミャンマー北部サガイン管区周辺に生息する。
  - D.g.suzumurai

タイに生息する。
- アマミコクワガタ Dorcus amamianus
奄美群島一帯に生息する。どちらかというとコクワガタよりもオオクワガタの極小版に近い。亜種は点刻列の強さで判別する。
  - 原名亜種 D.a.amamianus

奄美大島・加計呂麻島に生息する。点刻は強い。
  - リュウキュウコクワガタ D.a.nomurai

沖縄本島に生息する。点刻が弱く、艶がある。この亜種をDorcus okinawanusの原名亜種とすることもある。
  - トクノシマコクワガタ D.a.kubotai

徳之島に生息する。点刻は上記2亜種の中間ほど。
  - ヤエヤマコクワガタ D.a.yaeyamaensis

西表島に生息する。1982年の記載以来3頭のみの記録がある。生態についてもほとんどわかっていない。
- スジクワガタ Dorcus striatipennis
朝方と夜明けに活発に活動する。
  - 原名亜種 D.s.striatipennis
  - ヤクシマスジクワガタ D.s.koyamai

屋久島に生息する。原名亜種よりも艶がある。
  - D.s.davidi

四川省、湖北省に生息する。殆どの場合学名は"D.s.continentalis"と表記されているがこちらの学名はシノニムであり無効名。
  - D.s.yushiroi

台湾に生息する。複眼突起が発達する。

### アカアシクワガタ亜属Nipponodorcus
- アカアシクワガタ Dorcus rubrofemoralus

肢の腿節が赤みを帯びるたこの名前がある。山沿いの平地〜山地に生息し、広葉樹の樹液に集まる。高標高地では樹液の出る樹木が少ないため、ヤマヤナギ、ダケカンバ、ウダイカンバ等の幼木、若枝の樹皮を自ら傷つけて樹液を確保する生態が見られる。
- 原名亜種 D.r.rubrofemoralus

本土と対馬の標高の高い地域に生息する。
- D.r.chenpengi

遼寧省から朝鮮半島、ロシアまで生息する。
- D.r.miyamai

四川省に生息する。
- ヒメオオクワガタ Dorcus montivagus
  - キュウシュウヒメオオクワガタ D.m.adachii

### サビクワガタ亜属Velutinodorcus
- ヤマトサビクワガタ Dorcus japonicus

徳之島に生息する。体長は20mm前後で、大顎もさほど発達していない。体には毛が生えており、これに土が付着することによって茶色く見える。大顎は小さいながら内歯などの基本的な構造はオオクワガタのものに似ていることがわかる。
- カリヌラートゥスサビクワガタ Dorcus carinulatus
- ベルティヌスサビクワガタ Dorcus velutinus
- ウルスルスサビクワガタ Dorcus ursulus

### アローコクワガタ亜属Hemisodorcus
- アローコクワガタ Dorcus arrowi

ヒマラヤ付近に生息する。大顎は弧を描き、体よりも左右に大きく広がる。
- ネパールコクワガタ Dorcus nepalensis

ネパールに生息する。大顎は直線的に長く伸び、第一内歯は中心より少し先端寄りに位置する。
- ドンキエールコクワガタ D.donckieri

インド北東部、ネパールに生息する。アローと比較すると、大顎はより直線的に伸び、前翅は濃い赤褐色。

### ヒメヒラタクワガタ亜属Metallactulus
- ヒメヒラタクワガタ Dorcus parvulus
- ベンニグセンヒラタクワガタ Dorcus bennigseni
- ドゥブロンヒメヒラタクワガタ Dorcus dublonensis
- ジュクンドゥスヒメヒラタクワガタ Dorcus jucundus

## 分岐図
日本のクワガタ属については、ミトコンドリアDNAを解析した結果から、分岐の順序が明らかとなっている。

|  | オオクワガタ |
|  |              |
|  | コクワガタ   |
|  |              |

|  | アカアシクワガタ |
|  |                  |
|  | ヒメオオクワガタ |
|  |                  |

|  | オオクワガタ |
|  |              |
|  | コクワガタ   |
|  |              |

|  | アカアシクワガタ |
|  |                  |
|  | ヒメオオクワガタ |
|  |                  |

|  | オオクワガタ |
|  |              |
|  | コクワガタ   |
|  |              |

|  | アカアシクワガタ |
|  |                  |
|  | ヒメオオクワガタ |
|  |                  |

|  | オオクワガタ |
|  |              |
|  | コクワガタ   |
|  |              |

|  | アカアシクワガタ |
|  |                  |
|  | ヒメオオクワガタ |
|  |                  |

|  | オキナワヒラタクワガタ(亜種) |
|  |                              |
|  | タイワンヒラタクワガタ       |
|  |                              |

|  | オオクワガタ |
|  |              |
|  | コクワガタ   |
|  |              |

|  | アカアシクワガタ |
|  |                  |
|  | ヒメオオクワガタ |
|  |                  |

|  | オオクワガタ |
|  |              |
|  | コクワガタ   |
|  |              |

|  | アカアシクワガタ |
|  |                  |
|  | ヒメオオクワガタ |
|  |                  |

|  | オオクワガタ |
|  |              |
|  | コクワガタ   |
|  |              |

|  | アカアシクワガタ |
|  |                  |
|  | ヒメオオクワガタ |
|  |                  |

|  | オオクワガタ |
|  |              |
|  | コクワガタ   |
|  |              |

|  | アカアシクワガタ |
|  |                  |
|  | ヒメオオクワガタ |
|  |                  |

|  | オキナワヒラタクワガタ(亜種) |
|  |                              |
|  | タイワンヒラタクワガタ       |
|  |                              |

## クワガタ属に由来する属名
クワガタ属 Dorcus に由来する属名を持つクワガタムシ科の属には以下のようなものがある。
- チリハネナシクワガタ属 Aptendorcus - 後翅を欠くことから、ギリシャ語で「無翅」を意味する apteros を冠した[7]。
- コマルクワガタ属 Dorculus - 縮小詩の -ulus を付して「小さな Dorcus 属」を意味する[7]。
- ツヤケシクワガタ属 Metadorcus - ギリシャ語で「後の」を意味する meta- を冠して「後の Dorcus 属」を意味する[7]。
- ニセオオクワガタ属 Pseudodorcus  - ギリシャ語で「偽の」を意味する Pseudo を冠して「偽の Dorcus 属」を意味する[7]。